# 老妈蹄花

老妈蹄花是一道传统川菜，以猪蹄和芸豆为主要原料煲煮而成。其肉质滑嫩细腻，芸豆酥烂，香而不腻。

## 常用材料
猪蹄、白芸豆、生姜、花椒、白酒、料酒、小葱